# Neocryptopteryx uspallatae
Neocryptopteryx uspallatae är en stekelart som först beskrevs av Porter 1967.  Neocryptopteryx uspallatae ingår i släktet Neocryptopteryx och familjen brokparasitsteklar. Inga underarter finns listade i Catalogue of Life.